# Lycodapus poecilus
Lycodapus poecilus es una especie de pez de la familia de los Zoarcidae en el orden de los perciformes.

## Morfología
- Los machos pueden llegar a alcanzar los 9,4 cm de longitud total.[1][2]

## Hábitat
Es un pez de mar y de aguas profundas que vive entre 497-539 m de profundidad.

## Distribución geográfica
Se encuentra en los mares de Bering y de Ojotsk.

## Observaciones
Es inofensivo para los humanos. 